# Bolla immobiliare
La bolla immobiliare è un tipo di bolla speculativa che si presenta periodicamente nei mercati immobiliari locali, o anche su scala globale. È caratterizzata da un rapido aumento dei prezzi immobiliari che si portano a livelli insostenibili in rapporto ai redditi medi o ad altri parametri economici.
Nel settore immobiliare, i fondamentali possono essere stimati dai rendimenti da locazione (dove gli immobili sono considerati in modo simile alle azioni e ad altre attività finanziarie) o basati su una regressione dei prezzi effettivi su un insieme di variabili della domanda e/o dell'offerta.
L'economista americano Robert Shiller del Case–Shiller Home Price Index dei prezzi delle case in 20 città metropolitane degli Stati Uniti ha indicato il 31 maggio 2011 che un "Home Price Double Dip [è] confermato" e la rivista britannica The Economist sostiene che gli indicatori del mercato immobiliare possono essere utilizzati per identificare le bolle immobiliari.
A partire dal 2003 numerosi analisti economici sostengono l'esistenza di una bolla immobiliare globale. Le bolle immobiliari sono generalmente seguite da consistenti diminuzioni dei prezzi immobiliari, anche con punte del 60% dei valori reali (come avvenne, per esempio, a Roma, negli anni '90) che possono portare molti proprietari al negative equity (debito ipotecario superiore al valore corrente della proprietà).
Come per gli altri tipi di bolla economica, è difficile identificare una bolla immobiliare se non in un'analisi retrospettiva, dopo lo sgonfiamento. Lo scoppio di una bolla immobiliare è solitamente un processo più lento (come dimostrano vari articoli del decennio 1991-2000) dello scoppio di una bolla del mercato azionario, dati i lunghi tempi tecnici del processo di compravendita, anche di parecchi mesi, confrontati con i tempi brevissimi necessari alla conclusione di transazioni mobiliari.